# Mnesigea
Mnesigea là một chi bướm đêm thuộc họ Geometridae.